# Piotr Suchtelen
Jaan Peter van Suchtelen (ros. Петр Корнильевич Сухтелен, Петр Корнилович фан Сухтелен, niem. Jan Pieter van Suchtelen), ur. 2 sierpnia 1751 w Grave w Niderlandach, zm. 6 stycznia 1836 w Sztokholmie w Szwecji, rosyjski generał i książę flamandzkiego pochodzenia, dyplomata, kolekcjoner i kartograf.

## Życiorys
Znał kilka języków obcych: holenderski, szwedzki, łaciński, grecki, niemiecki i francuski
Na służbie rosyjskiej przyjęty w stopniu inżyniera-pułkownika w 1783 i zaczął nazywać się Петр Корнильевич, od 21 stycznia 1822 książę, od 20 czerwca 1799 inżynier-generał, członek Petersburskiej Akademii Nauk od 1804, w latach 1788–1790 gubernator Finlandii. Brał udział w wojnie rosyjsko-szwedzkiej 1788-1790 i 1808-1809. W 1794 był uczestnikiem walk insurekcji warszawskiej. W 1805 uczestniczył w bitwie pod Austerlitz. Otrzymał odznaczenia: Order Świętego Andrzeja Apostoła Pierwszego Powołania, Order Świętego Aleksandra Newskiego, Order Świętego Jerzego IV klasy, Order Świętego Włodzimierza I, II i IV klasy, Order Świętej Anny I klasy, pruski Order Świętego Jana Jerozolimskiego, szwedzki Królewski Order Serafinów z łańcuchem i Królewski Order Miecza.